# Matala
Matala (řecky Μάταλα) je vesnice 55 km jihozápadně od Heraklionu na Krétě. Je části správního celku Timbaki.

## Historie
Umělé jeskyně v matalských útesech byly vytvořeny už za neolitu. Za mínojského období byla Matala přístavem pro Faistos. V roce 220 př. n. l. byla Matala obsazena obyvateli Gortýny a během římského období Matala sloužila jako gortýnský přístav. V 1. a 2. století byly jeskyně používány jako hrobky. Jedna jeskyně je nazývaná „Brutospeliana“ protože podle legendy byla často navštěvována římským vojevůdcem Brutem.
Potom byla Matala pouhou rybářskou vesnicí. V šedesátých letech 20. století jeskyně obsadili hippies, kteří byli později vyhnáni. Dnes je Matala malou vesnicí, která žije hlavně z turistiky.
Kanadská folková zpěvačka Joni Mitchell zkušenosti s matalskými hippies popsala v roce 1971 ve své písní Carey.

## Mytologie
Když Zeus v podobě bílého býka unesl Európu přes moře, přinesl ji na matalskou pláž. Tam se změnil v orla a odletěl s ní do Gortýny, kde ji znásilnil.

## Fotogalerie

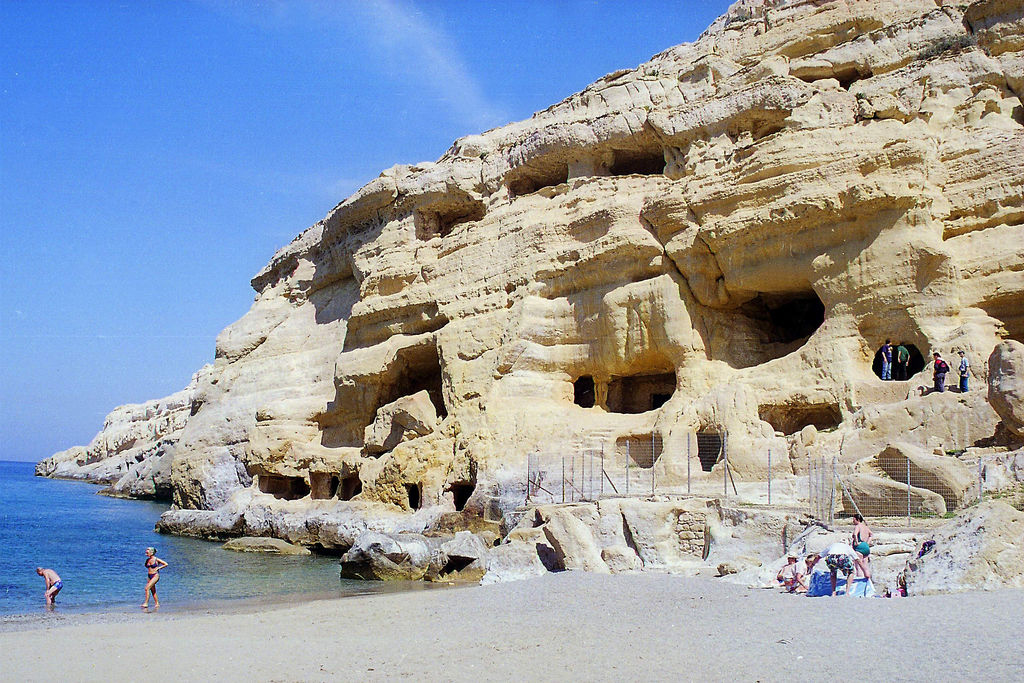
Umělé jeskyně nad pláží v Matale
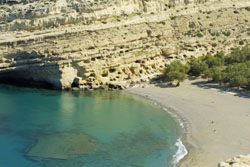
Celkový pohled na útes s jeskyněmi
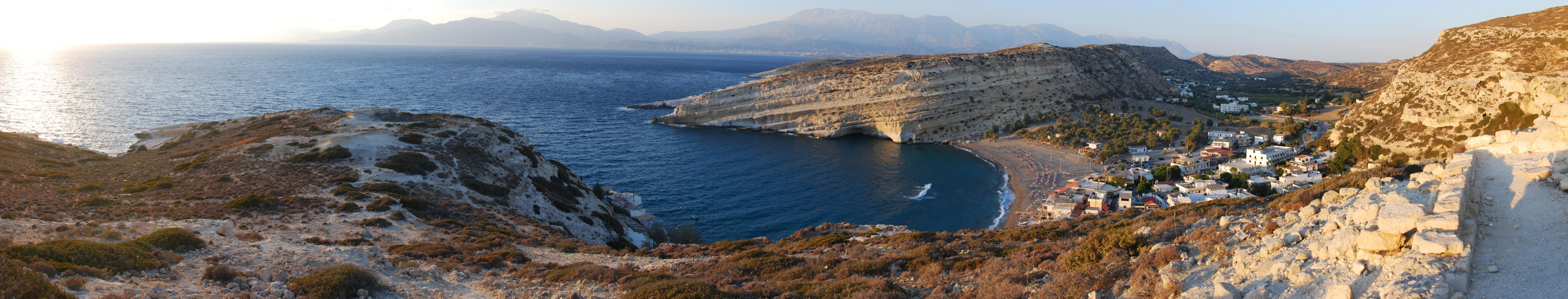
Panorama pláže v Matale při západu slunce